# 兽医列表
兽医是专业治疗动物的医生。比较著名的兽医有:

## 国际知名兽医
- 韋恩·艾拉德（Wayne Allard） - 兽医出身的美国参议员
- 伯恩哈德·邦（英语：Bernhard Bang）（Bernhard Lauritz Frederik Bang） - 19世纪的丹麦兽医。以其关于牛结核病的著作，及对牛痘接种和动物𪴠性疾病的研究而闻名。
- 巴克斯特·布莱克（Baxter Black） - 兽医出身的电台播音员
- 克洛德·布尔杰拉（Claude Bourgelat） - 18世纪国立里昂兽医学院的创办人，这也是全世界第一所兽医学院
- 路易斯·卡姆提（Louis J. Camuti） - 第一位美国的猫兽医
- 罗伯特·库克 (兽医)（英语：Robert Cook (veterinarian)）（Robert Cook） - 马类疾病的现代专家
- 罗宾·库姆斯（Robin Coombs） - 英国免疫学家
- 哈利·库珀 (兽医)（英语：Harry Cooper (veterinarian)）（Harry Cooper） - 澳大利亚兽医、电视名人
- 彼得·杜赫提（Peter C. Doherty） - 澳大利亚免疫学家，1996年诺贝尔生理与医学奖得主
- 米克·道尔 (联盟式橄榄球)（英语：Mick Doyle (rugby union)）（Mick Doyle） - 前爱尔兰橄榄球运动员
- 约翰·博伊德·邓洛普（John Boyd Dunlop） - 充气橡胶轮胎的英格兰发明者
- 约翰·恩塞（John Ensign）- 兽医出身的美国参议员
- 马丁·费特曼（Martin J. Fettman） - 宇航员
- 凯文·菲茨杰拉德（Kevin Fitzgerald）- 急救兽医（英语：Emergency Vets）电视记录片里的兽医
- 道格·高尔特（Doug Galt） - 兽医出身的加拿大政治人物
- 卡米尔·介兰（Camille Guérin） - 卡介苗的发明者之一
- 赫尔伯特·豪普特（Herbert Haupt） - 奥地利前社会保障和民政部长
- 吉米·哈利（James Herriot，1916-1995） - 英國獸醫、作家，原名吉米·艾非德·懷特（James Alfred Wight），简称Alf
- 达乌达·贾瓦拉（Dawda Jawara） - 冈比亚第一任总统
- 约翰·亚当·克斯廷（Johann Adam Kersting）
- 理查德·林奈（Richard M. Linnehan） - 美国陆军兽医、宇航员
- 彼得·奥斯特拉姆（Peter Ostrum） - 美国童星
- 弗雷德里克·道格拉斯·帕特森（英语：Frederick D. Patterson）（Frederick Douglass Patterson） - 美国大学管理员、总统自由勋章获得者
- 桑尼·珀杜（Sonny Perdue） - 美国企业家、政治人物、大学管理员
- 尼基·拉卡德（Nicky Rackard，1922-1976） - 爱尔兰曲棍球运动员
- 丹妮尔·斯宾塞 (美国演员)（英语：Danielle Spencer (American actress)）（Danielle Spencer） - 美国童星、演员
- 哈里·斯皮拉（Harry Spira） - 澳大利亚兽医、遗传学家
- 弗兰克·斯科菲尔德（Frank Schofield） - 英国裔加拿大新教传教士
- 列昂尼德·斯塔德尼克（Leonid Stadnik） - 乌克兰人，是全世界最高的人
- 西蒙·弗雷泽·托尔米（Simon Fraser Tolmie，1867-1937） - 加拿大农场主、政治人物
- 黛比·特纳（Debbye Turner） - 美国兽医、脱口秀主持人、1990年美国小姐
- 罗伯特·扎米特（Robert Zammit） - 澳大利亚兽医和电视名人
- 安东尼·克罗布克（Antonín Klobouk，1885-1956） - 捷克骨科教授，发现了猪传染性脑脊髓炎并研发了口蹄疫疫苗
- 阿贝拉·莫拉（Aberra Molla） - 埃塞俄比亚兽医、作家，其将吉茲字母计算机化

## 知名华人兽医
- 马师皇 - 黄帝时期的马兽医，后世尊为兽医鼻祖。
- 伯乐 - 春秋时期著名马兽医，著有《伯乐针经》、《伯乐疗马经》、《疗马方》、《伯乐治马杂病经》等。
- 元亨兄弟 - 为兄弟二人（兄喻仁，字本元。弟喻杰，字本亨），中国历史上著名的兽医学家。兄弟所著《元亨疗马集》为中国流传最广的兽医学巨著。
- 于船 - 现代中兽医学奠基人、中国兽医史专家
- 陈北亨 - 兽医产科学专家、中国“兽医产科学”的主要创始人之一
- 盛彤笙 - 著名兽医学家
- 陈焕春 - 中国工程院院士、著名兽医学家
- 陈杖榴 - 药理学家
- 李文庆 - 高级兽医师、中西结合的宠物诊疗专家